# ポール・エリュアール
ポール・エリュアール（フランス語: Paul Éluard, 1895年12月14日 - 1952年11月18日）は、フランスの詩人。ブルトン、アラゴン、スーポーらとともにダダイスム、シュルレアリスムを牽引。
ナチス・ドイツ占領下の1942年に「わたしは生まれてきた、きみを知るために、きみの名前を呼ぶために、自由と」と歌った詩「自由」を発表。英国空軍機からフランス全土にばら撒かれ、絶望に陥っていたフランス国民の心に希望を蘇らせた。1943年にはレジスタンスの詩人22人のアンソロジー『詩人たちの名誉』を編纂し、深夜叢書から刊行。ゲルニカ爆撃に抗議するピカソの「ゲルニカ」制作に合わせて詩「ゲルニカの勝利」を発表したのを機に、戦後は平和運動に尽力。1951年に鳩と女性の顔を重ねたピカソの石版画にエリュアールが詩を添えた詩画集『平和の顔』が刊行された。

## 背景
1895年12月14日、パリ北郊のサン＝ドニ（イル＝ド＝フランス地域圏、セーヌ＝サン＝ドニ県）のジュール・ゲード大通り46番地で会計士のクレマン＝ウジェーヌ・グランデルと裁縫師のジャンヌ＝マリー・クーザンの子ウジェーヌ＝エミーユ＝ポール・グランデルとして生まれた。「エリュアール」という姓は、彼が21歳のときに母方の祖母フェリシーの相続人となったためである。父クレマン＝ウジェーヌは社会主義者で、後に不動産会社を設立した。エリュアールはサン＝ドニ、次いでオルネー＝スー＝ボワ（同セーヌ＝サン＝ドニ県）の小学校に通った。一家は1908年にパリ10区のルイ・ブラン通りに越した。

## ガラとの出会い
コルベール高等小学校に入学したが、結核を患い、1912年7月に学業を断念してスイスで療養。喀血を起こしたために滞在を延長し、1914年2月までダヴォスのクラヴァデル療養所で過ごした。ここで後に結婚するロシア生まれのエレナ・イヴァノヴナ・ディアコノワに出会った。教養豊かで独立心が強く、奔放なエレナにエリュアールは惹かれ、彼女をガラ（ガラ・エリュアール）と呼んだ。療養中にネルヴァル、ボードレール、ヴェルレーヌ、ランボー、ロートレアモン、アポリネール、ホイットマンなどを読み、詩作を始め、自費出版した。

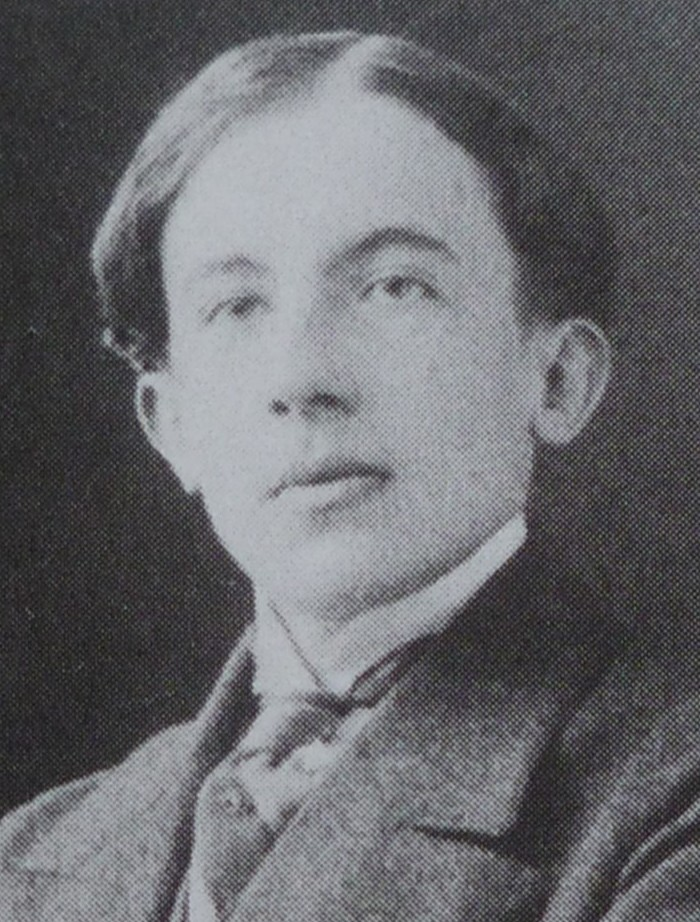
1911年頃のエリュアール

1914年8月、19歳のときに第一次世界大戦が勃発。12月に動員され、補助部隊に配属された。まもなく、第22衛生小隊、次いで1916年8月から北部ソンム県アルジクールの野戦病院に転属された。ここで負傷者の苦しみと戦争の恐ろしさを目の当たりにしたエリュアールは、厭戦感から平和主義・自由至上主義に傾倒し、ミゲル・アルメレイダ（夭折の映画監督ジャン・ヴィゴの父）が編集長を務める無政府主義の風刺新聞『ボネ・ルージュ』や『カナール・アンシェネ』（1915年創刊、フランス最古の新聞）を読んだ。1916年12月に歩兵隊への転属を希望。第95歩兵部隊に配属されたが、病気のために入院を余儀なくされた。退院後、再び補助部隊に配属され、終戦を迎えた。この間、1916年9月にガラが渡仏し、1917年2月21日に正式に結婚、1918年5月10日に娘セシルが生まれた。
エリュアールはすでに『第一詩集』と（初めて「ポール・エリュアール」の筆名で）『義務』を自費出版していたが、1917年に友人のアリスティード＝ジュール・ゴノンが経営する出版社からアンドレ・デリニエールの木版画入りの詩集『義務と不安』が刊行された。翌18年には反戦詩の小冊子『平和のための詩編』を印刷して多数の作家に郵送した。

## ダダイスム

### プロヴェルブ誌創刊
終戦直後、トリスタン・ツァラ、および1919年3月にダダイスムの文芸誌『リテラチュール (文学)』を創刊したばかりのルイ・アラゴン、アンドレ・ブルトン、フィリップ・スーポーに出会い、ダダの運動に参加した。『リテラチュール』誌に詩を寄稿する傍ら、自ら『プロヴェルブ (箴言)』誌を創刊。1年ほどの短命な雑誌であったが、アラゴン、イサドラ・ダンカン、ジャン・アルプ、バンジャマン・ペレらが参加し、第4号の表紙にピカビア作「若い娘」と題する穴が開けられるなど、ダダイストの表現の場となった。

### ツァラ派 vs. ブルトン派
だが、1921年には早くもトリスタン・ツァラとブルトンの対立が露わになり、他のダダイストを巻き込んで相互の溝を深めていった。同年の春に、かつてアナキスト・耽美主義者として青年知識人に深甚な影響を与えた文学者モーリス・バレスが極右的な政治思想に傾倒したことを批判して即興劇「バレス裁判」を上演したとき、ツァラは観客の前でブルトンをバレス並みの卑劣漢扱いをした（ピカビアはこの前日にダダからの離脱を宣言していた）。1922年1月にブルトンが「現代精神の綱領決定と擁護のための」パリ会議を呼びかけたときにも、ツァラはこれを伝統への回帰だとして参加を拒否した。ブルトンは立体派、未来派、そしてダダを連続的な流れとして捉え、これらを統合して、次の新しい段階へと飛躍するための場を設定しようとしていたのだが、先行するすべての文学運動を完全に否定し、まったく新しい独立した運動としてダダを捉えていたツァラには、ブルトンの発想は到底受け入れられるものではなく、結局、この企画は実現を見なかった。

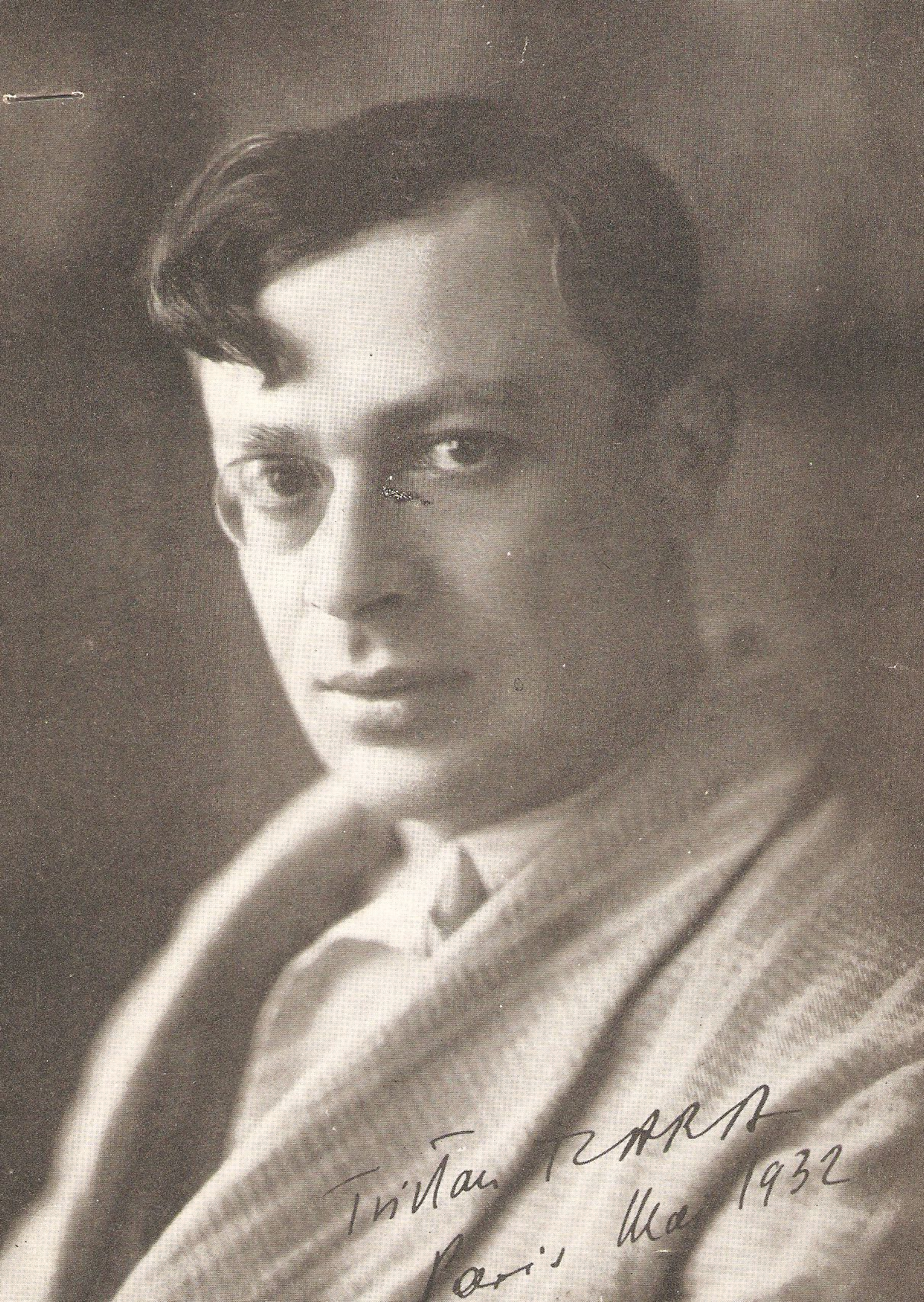
トリスタン・ツァラ（1932年）

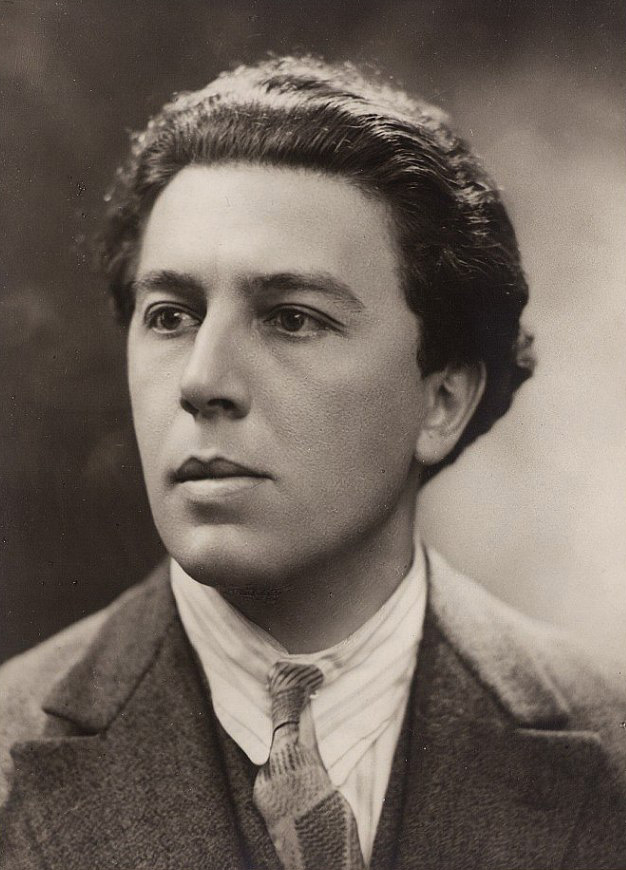
アンリ・マニュエルによるアンドレ・ブルトンの肖像写真（1927年）

さらに、ブルトンは1922年3月2日に日刊紙『コメディア』に「ダダ以後」と題する記事を発表し、「ダダは勇名を馳せていた時期もあるにはあったが、あとにはほとんど哀惜の情しか残さなかった。時が経つにつれて、その絶対権力と専横とがダダを耐え難いものにしてしまったからである」と、ツァラを批判した。ツァラはこれに対する応酬として『髭の生えた心臓』紙を創刊した。これは創刊号をもって終刊となったが、ツァラ派とブルトン派との対立を際立たせることになった。『髭の生えた心臓』紙に作品を掲載したツァラ派はペレ、スーポー、マルセル・デュシャン、ジョルジュ・リブモン＝デセーニュ、エリック・サティ、ビセンテ・ウイドブロ、そしてエリュアールらであった。だが、1923年7月6日にミシェル劇場で行われた「髭の生えた心臓の夕べ」はダダイスムの終焉を告げる事件となった。ツァラのほか、ブルトン、アラゴン、ペレ、ロベール・デスノス、エリュアールらが参加したこの企画で、ダダイストのピエール・ド・マッソが「ジッドは死んだ、ピカソは死んだ」と宣言文を読み上げたとき、友人のピカソを侮辱したことに腹を立てたブルトンらが舞台に飛び上がってド・マッソに殴りかかり、警察を呼ぶ騒ぎになった。既成の秩序の破壊を唱えるダダが、最後に秩序の維持にあたる公権力に訴えたのは決定的であり、これまでツァラを支持していたエリュアールも、「髭の生えた心臓の夕べ」事件を機に彼と決別した。ツァラ派とブルトン派の根本的な違いは、やがて、すべてを破壊し、無意味化するダダイスムと、無意味や無意識を重視し、そこに新しい表現を見出そうとするシュルレアリスムの違いとして現れることになる。

### エルンストとの出会い
エリュアールはこの間にダダの詩集『動物たちと彼らの人間たち、人間たちと彼らの動物たち』、『生活必需品と夢の結果』を発表した。1921年にマックス・エルンストに出会い、翌22年8月に彼の不法入国を助けて自宅に迎え入れ、ガラとの3人の生活が始まった。エルンストは『リテラチュール』誌の同人たちを中心に大作『友人たちの集まり』を描き、1923年のアンデパンダン展に出品した。絵にはエルンスト自身のほか、エリュアール、アラゴン、ブルトン、スーポー、デスノス、ペレ、ジョルジョ・デ・キリコ、ジャン・アルプ、ジャン・ポーラン、ルネ・クルヴェル、ガラ、そしてラファエロとドストエフスキーも描かれている。

## シュルレアリスム

### シュルレアリスム革命
翌22年にエルンスト（画）とエリュアール（詩）の共著『不死者の不幸』が刊行された（二人はこの後、1925年にもガラに捧げる『沈黙の欠如に』を発表。エルンストは匿名でガラの画を多数掲載している）。だが、このとき、エリュアールはガラとの関係において精神的な危機に陥り、1924年3月に失踪を遂げた。7か月かけてオセアニアを旅し、10月に帰国。ブルトンに捧げる詩集『死なずに死ぬこと』を発表した。1924年は、パリ7区のグルネル通りにシュルレアリスム研究所が設立され、シュルレアリスム宣言が発表された年である。とりわけ、アナトール・フランスが死去したときに共同で執筆した小冊子『死骸』は、この権威的な存在を葬り去り、乗り越えようとする最初の象徴的な行為であり、一大スキャンダルを巻き起こした。エリュアールはこの小冊子に「ありきたりの老人」と題する文章を掲載した。このほか、ブルトンの「埋葬拒否」、アラゴンの「すでに死者を殴り倒したか」、スーポーの「間違い」、（後に対独協力に転向することになる）ピエール・ドリュ・ラ・ロシェルの「われわれは騙されない」などが掲載された。
1924年12月1日に文芸誌『シュルレアリスム革命』が創刊され、エリュアールはアラゴン、ペレ、デスノスらとともに「シュルレアリスム作品」として詩を掲載した。マン・レイの写真、デ・キリコ、エルンスト、ピカソ、アンドレ・マッソンらの画も多数掲載された。表紙には参加者全員の写真の下に「新人権宣言となるべきである」と書かれている。出版社はガリマール図書（ガリマール出版社の前身）で、最初の4号はペレとピエール・ナヴィルが編集、以後はアラゴンが中心となって1929年まで5年にわたって自動記述、睡眠実験、デペイズマン、コラージュ、無意識、夢、偶然、不条理などシュルレアリスムの重要なテーマをすべて取り上げ、運動の最も重要な雑誌の一つとなった。

### 共産主義への傾倒

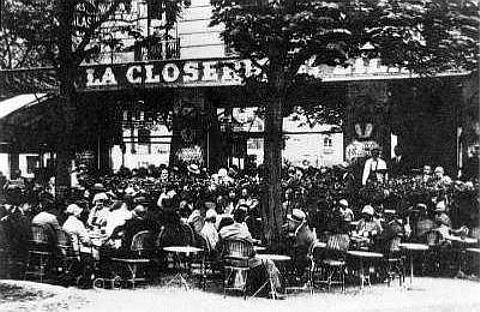
クロズリー・デ・リラ（1909年）

1925年7月2日にシュルレアリストらが（特に20世紀前半にモンパルナスの芸術家・知識人が集まるカフェとして知られていた）クロズリー・デ・リラで詩人サン＝ポル＝ルーのための祝宴を行った。サン＝ポル＝ルーはすでに64歳であったが、自動記述の手法をいち早く取り入れ、シュルレアリストに先達と仰がれた詩人である。また、後にアラゴン、デスノス、ヴェルコールらと対独抵抗運動を牽引したことでも知られる。この席で、サン＝ポル＝ルーと同年代のデカダン派の女性作家ラシルドが、愛国心から「フランス人女性がドイツ人男性と結婚することは決してないだろう」と発言したとき、ミシェル・レリスが「フランス打倒、（リーフ共和国大統領の）アブド・エル・クリム万歳」と叫んで窓から飛び降りたこともシュルレアリスムを象徴する逸話として残っている。実際、この頃、アンリ・バルビュスが1919年に発表した『クラルテ』を契機として共産主義知識人らが起こした国際的な反戦平和運動の機関誌『クラルテ』にシュルレアリストが参加するようになり、とりわけ、リーフ戦争でフランスが1925年7月にリーフ共和国に宣戦布告してモロッコに侵攻すると、バルビュスの反戦の呼びかけに賛同したシュルレアリストと『クラルテ』誌の共産主義者がリーフ戦争反対声明に共同署名し、これを「まず革命を、そして常に革命を」と題して共産党の機関紙『リュマニテ』紙に掲載した。これは、シュルレアリストらにとって文学芸術革命を社会革命へつなげようとする試みであり、以後、エリュアール、アラゴン、デスノス、レリスらが次々と『クラルテ』誌に執筆した。エリュアールは「革命的知性・サド侯爵」というコラムを3回にわたって掲載した
1926年末から翌27年にかけてエリュアール、アラゴン、ブルトン、ペレ、ピエール・ユニックが共産党に入党した。5人はシュルレアリストの入党に関する誤解を解くために、「白日の下に」と題する小冊子を作成し、シュルレアリストは共産党において特殊な役割を担うことになると主張したが、逆に誤解を招くことになった。

### ヌーシュとの出会い

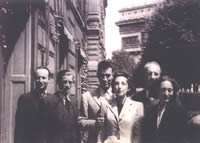
向かって右端がヌーシュ、左端がエリュアール（パリ解放時にスペインの友人たちと）

1927年にシュルレアリスムの詩集『苦悩の首都』、1929年にはガラに捧げる『愛・詩』を発表した。一方、ガラはエルンストと公に付き合うようになっていたが、エリュアールがベルギーのシュルレアリスム作家カミーユ・ゲーマンスを介して知った画家サルバドール・ダリに会うために、ガラとともに1929年にカダケスを訪れたとき、彼女はダリに惹かれ、1934年に正式に結婚した。エリュアールもまた、1930年にアルザス生まれの女優のマリア・ベンツに出会った。彼女もまたドラ・マール、リー・ミラー、ヴァランティーヌ・ユーゴーらとともにシュルレアリストのミューズとされる。エリュアールは彼女をヌーシュ（ヌーシュ・エリュアール）と呼び、4年後に結婚。1946年に彼女が急死するまで16年間共に生きた。
1930年にエリュアールはブルトンとの共著『無原罪の御宿り』を発表した。これは、シュルレアリスムの自動記述を綴ったものであり、神経衰弱疑似症の実験、強烈な偏執狂の疑似症の実験、全身麻酔疑似症の実験、表現錯乱疑似症の実験、早発性痴呆症疑似症の実験などの内容を含む。部数は2,000部、併せて豪華版111部が刊行された。表紙にはダリによるエロティックな画が掲載されている。カトリックの「無原罪の御宿り」は、聖母マリアの「処女懐胎」と区別され、マリアが母アンナの胎内に宿ったときから原罪を免れていたとする教義であり、表紙画の原案では、ルルドの聖母の写真を使用し、頭部の周囲に「私は無原罪の御宿りである」と書かれていた。カトリックの教義の非科学性を批判する本書は、ダリの画を掲載することで、その意図を明確に示すことになった。

### アラゴンとの決別・共産党離党
一方、この頃から共産党が組織する活動にも参加した。1931年にパリ12区、ヴァンセンヌの森近くのポルト・ドレ宮で植民地博覧会が開催された。共産党はこれに抗議し、エリュアール、ブルトン、アラゴン、ユニック、ペレらのシュルレアリストは「植民地博物館へ行ってはいけない」と題するビラを配布した。また、1930年にハルキウで開催された国際革命作家同盟 (UIER) の大会を機に、1932年3月にUIERのフランス支部「革命作家芸術家協会 (AEAR)」が設立され、エリュアール、アラゴン、ブルトン、デスノス、ペレ、ルネ・シャール、エルンストらのシュルレアリストのほか、ロバート・キャパ、バルビュス、アンドレ・ジッド、ロマン・ロラン、ウジェーヌ・ダビ、ジャン・ゲーノ、ジャン・ジオノ、アンドレ・マルロー、ポール・ニザンらが参加した。同年8月には、バルビュスとロマン・ロランが呼びかけ、アムステルダムで開催された反帝国主義戦争国際会議に出席した。この会議に参加した知識人は、さらにパリのサル・プレイエルを拠点とする反ファシズム労働者運動に合流し、1933年に反戦・反ファシズムのアムステルダム＝プレイエル運動を結成した。このとき、エリュアール、ブルトン、シャール、ロジェ・カイヨワ、イヴ・タンギー、アンドレ・ティリオンらシュルレアリストは「反戦は平和ではない」と題するパンフレットを配布し、ナチズムの脅威を前にしてもなお戦争を拒否する平和主義者を批判すると同時に、闘争・革命による平和の獲得を訴えた。
一方、ハルキウ会議を機に社会主義リアリズムに転じたアラゴンに対して、シュルレアリストらは『とんだ道化だ（アラゴン事件の終焉）』を発表して彼と決別した。これは、アラゴンがソ連滞在中に書いた長詩「赤色戦線」が掲載された国際革命作家同盟の機関誌『世界革命文学』のフランス語版がパリで押収され、翌1932年1月16日に「無政府主義の宣伝のために」、「軍隊に不服従を促し、殺人を教唆した」として告発された事件であり、シュルレアリストらはさっそく「裁判を目的とした詩作品解釈の試みに抗議し、訴訟の中止を要求する」という声明を発表し、アラゴン告発に抗議する署名運動を開始。たちまち、フランスだけでなく、ベルギー、ドイツ、チェコスロバキア、ユーゴスラビアなどの知識人から300人以上の署名が集まった。だが、シュルレアリストらにとってアラゴンを支持することと彼の詩に対する評価は別問題であり、ブルトンは『詩の貧困』を発表して「赤色戦線」は「新しい道を切り拓くものではなく」、「状況の詩」であり、「詩における後退」であると断言。これに対して、革命作家芸術家協会はアラゴンを支持し、アラゴンは『リュマニテ』紙に『詩の貧困』の内容を否認するとする囲み記事を掲載した。『とんだ道化だ』はこの件に決着をつけるために書かれたものであり、エリュアールのほか、シャール、クルヴェル、ダリ、エルンスト、ペレ、タンギー、ティリオン、ツァラらが寄稿している（ブルトンは参加していない）。なかでもエリュアールはさらに「証明書」と題する文書を発表し、「彼（アラゴン）が生の弁証法と呼ぶもののためにどれほどくだらない矛盾を犯してきたかが、今ようやくわかった」、「アラゴンは別人になった。もはや彼のことを思い出すこともない」と、最も辛辣な批判を投げかけている。
だが、共産党の対独レジスタンス・グループ国民戦線幹事長を務めた共産党員のピエール・ヴィヨンは後に『わが友、わが同志』に次のように書いている。
二人は10年後に再会して、共に文筆活動による対独抵抗運動を展開することになる。
1933年7月、エリュアールは共産党を離党。さらに、ブルトンが革命作家芸術家協会を除名されたのを受けて、エリュアールも脱会した。エリュアールは、アクション・フランセーズなどの右派・極右勢力がナチスによるドイツ制覇に連動して民衆を扇動して起こした1934年2月6日の危機に抗議する左派の呼びかけに参加した。これは人民戦線の結成につながる運動であり、1930年代には左派知識人による反ファシズム団体が複数結成されたが、これらは主に共産党が主導する団体であり、離党後のエリュアールはこれらの活動に関わっていない。実際、1935年6月にパリで開催され第1回文化擁護国際作家会議では、アラゴンがソ連代表イリヤ・エレンブルグの協力を得て事務局を務め、ソ連からはエレンブルグのほかイサーク・バーベリ、ドイツからはハインリヒ・マン、ベルトルト・ブレヒト、アンナ・ゼーガース、オーストリアからローベルト・ムージル、英国からオルダス・ハクスリーらが参加したが、エレンブルグと対立したブルトンが同会議から追放され、このことが間接的な原因となって結核を患っていたクルヴェルが自殺するなど多くの問題が重なった。さらに、ブルトンの代わりに彼の演説原稿を読み上げたエリュアールは、「仏ソ相互援助条約の締結および仏ソ文化協力に反対した」と誤解された。この結果、コミンテルンおよびスターリンのソ連を支持する共産主義者らとシュルレアリストらの決別は決定的なものとなった。

### ピカソとの共作・ブルトンとの決別
1934年初めにピカソ展の一環としてスペインで一連の講演を行い、6月にはロンドンで開催された国際シュルレアリスム展で講演。スペイン内戦が勃発すると共和派（人民戦線政府）を支持して再び共産党に近づき、このため、同年9月にブルトンが発表したモスクワ裁判に抗議する声明には署名しなかった。同年12月には共産党の機関紙『リュマニテ』にエリュアールの詩が掲載されている。1938年3月にゲルニカ爆撃に抗議する「ゲルニカの勝利」を含む詩集『自然な流れ』を発表した。「ゲルニカの勝利」はピカソの「ゲルニカ」制作に合わせて書かれた詩であり、同年4月に発表した詩「連帯」にはピカソのほか多くの画家が挿絵を入れ、スペイン共和派支援のための小冊子として販売された。これ以後、『民衆の薔薇』から「ひとりの地平から万人の地平へ」とエリュアールの詩に対するピカソの影響はますます強くなっていく。同年12月にはルイ・パロとの共訳でフェデリコ・ガルシーア・ロルカの詩「サルバドール・ダリ頌」を発表した。
一方、ブルトンとは1938年1月から2月にかけてパリのボザール画廊で国際シュルレアリスム展を共催したが、ブルトンがレフ・トロツキーと作成した独立革命芸術国際連盟結成に向けたマニフェストには署名しなかった。これを機に二人は決別した。

## 第二次世界大戦

### 自由 (Liberté)

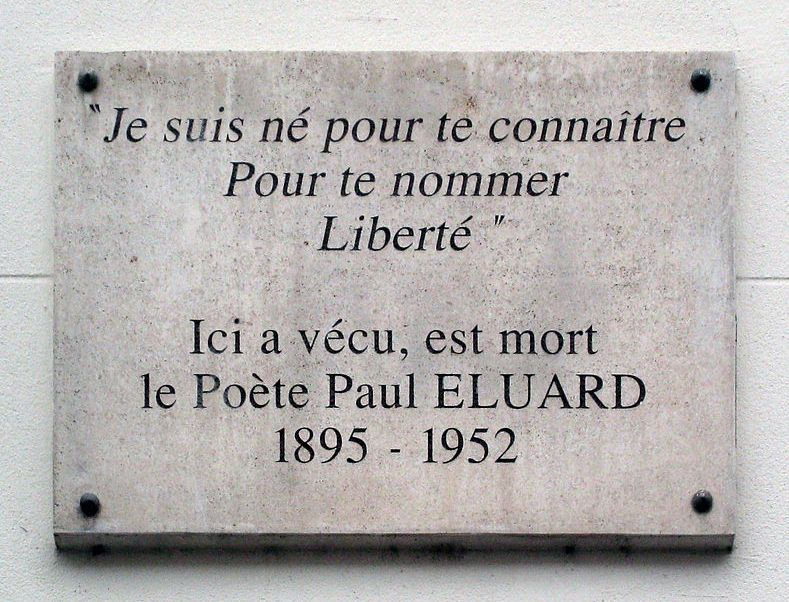
「私は生まれてきた、きみを知るために、きみの名前を呼ぶために、自由と」- エリュアールが亡くなったシャラントン＝ル＝ポンにある銘板

1939年9月、第二次世界大戦勃発。エリュアールは陸軍中尉としてミニエール（ロワレ県）の経理部に配属されたが、翌1940年6月22日の独仏休戦協定締結後にサン＝シュルピス＝ラ＝ポワントで復員し、パリに戻った。スペイン内戦で共和派を支持したエリュアールは、再び、今度は文筆活動によってナチスの言論・思想弾圧に抵抗する運動を展開した。1942年に詩人マックス＝ポル・フーシュがナチス・ドイツによる検閲を逃れるためにアルジェで創刊した『フォンテーヌ (泉)』誌にエリュアールの最も有名な詩「自由」が掲載された。「私は生まれてきた、きみを知るために、きみの名前を呼ぶために、自由と」で結ばれるこの詩は、占領軍による弾圧、恐怖によって絶望に陥っていたフランス国民の心に希望を蘇らせた。マキは英国空軍機からこの詩をフランス全土にばら撒いた。

### アラゴンとの再会 - 地下出版
エリュアールは「自由」を含む詩集『詩と真実』、『戦争中の恋愛詩七篇』をフォンテーヌ誌出版社から偽名で刊行した。ピエール・セゲルスもまたエリュアールの『無意識の詩と意図した詩』を南部の自由地帯で印刷し、配布した。1942年にエリュアールは再び共産党に入党し、同党主導の全国作家委員会を北部地帯で結成するために、対独協力を拒否している作家・詩人たちと連絡を取り、その糾合に努めた。全国作家委員会はすでにアラゴン、エルザ・トリオレ、ジャン・ポーランらによって南部の自由地帯で結成され、アラゴンが代表を務め、ジャン・カスー、クロード・アヴリーヌ、ルイ＝マルタン・ショフィエらが参加していた。当時、ニースで活動していたアラゴンは、南部地帯と北部地帯における全国作家委員会の活動を統一し強化するために、1943年の初めにパリに出てエリュアールと話し合うことにした。偽造通行証を持ってエルザとともにリヨン駅に着いたアラゴンを、エリュアールはヌーシュとともに出迎えた。10年ぶりの再会であった。アラゴンは、「木の葉や人々を吹き散らす風は、1930年代、我々の間を引き裂いた。この歴史は我々の歴史に留まらず（大文字書きの）「歴史」だった。我々を引き離したものは、ついに、永久に、再び我々を結びつけたのだ」と書いている。
一方、当時挿絵画家であったジャン・ブリュレル（ヴェルコール）と作家のピエール・ド・レスキュールは地下出版社の深夜叢書を創設。エリュアールはエディット・トマを介して彼らに会い、1943年に抵抗詩人22人のアンソロジー『詩人たちの名誉』を編纂し、深夜叢書から刊行した。アラゴン（筆名ジャック・デスタン）は「フランスの起床ラッパ」、「責苦のなかで歌ったもののバラード」、「薔薇と木犀草」などの詩を掲載した。エリュアールは偽名で「ナチの歌」、「敵の素晴らしき正義」、「勇気」を掲載するほか、無署名で書いた序文で、次のように訴えた。
1943年11月から翌44年2月まで南仏ロゼール県サンタルバン＝シュル＝リマニョルの精神病院の医師リュシアン・ボナフェのもとに身を隠した。『詩人たちの名誉』が民衆の共感を呼び、たちまち数版を重ねたため、再びパリに出て、5月に第2号「欧州編」を刊行した。エリュアールは上記のほか、『苦しみの武器』、『ドイツ軍の集合地にて』などの詩集をモーリス・エルヴァン、ジャン・デュ・オーの偽名で地下出版した。また、作曲家フランシス・プーランクは1943年にエリュアールの詩によるカンタータ「人間の顔」を作曲した。

## 戦後
戦後の2年間はエリュアールが最も精力的に執筆活動を行った時期であり、『長い愛の反射』、『とだえざる詩』、『持続することへの厳しい望み』などの詩集を発表した。1946年1月にはロマン・ロランらが1923年に創刊した『ユーロープ (欧州)』誌の編集委員を務めるほか、チェコスロバキア、イタリア（ミラノ、ローマ）、ユーゴスラビア、ギリシャなどで講演を行った。1946年11月28日、ヌーシュが脳卒中で急死、享年40歳。エリュアールは絶望に陥った。翌47年にヌーシュ追悼詩集『時は溢れる』（筆名ディディエ・デロッシュ）および『記憶すべき肉体』（筆名ブラン）を発表した。
1948年8月にポーランドのヴロツワフで知識人世界平和会議が開催され、エリュアールは、ピカソ、フェルナン・レジェ、イレーヌ・ジョリオ＝キュリーとともに参加。世界平和評議会が結成され、ピカソの鳩が平和運動の象徴となった。翌49年4月にパリで開催された平和擁護世界大会に世界平和評議会代表として参加した。

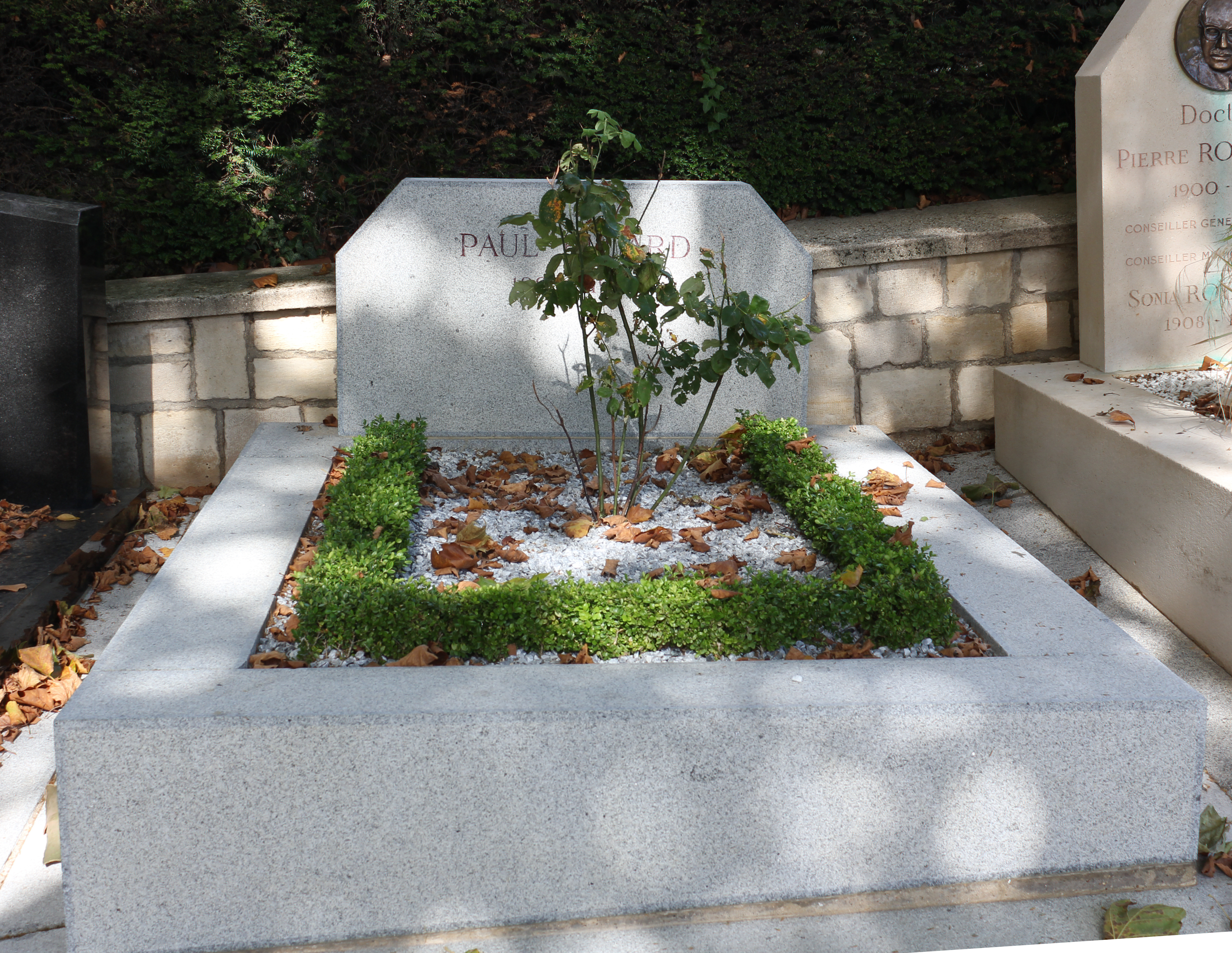
ペール・ラシェーズ墓地のポール・エリュアールの墓

エリュアールは、1949年に再度ギリシャを訪れた。今回はド・ゴール内閣で食糧相を務めた平和評議会議長のイヴ・ファルジュとともにマケドニアの山岳地帯、グラモス山の根拠地にパルチザン部隊を見舞うためであった。同年9月に世界平和評議会代表としてメキシコで開催された大会に参加し、ここで、最後の詩集『不死鳥』を捧げることになるドミニク・ルモールに出会った。『不死鳥』所収の詩にエリュアールは、「人間は生れついている、互いに共鳴するように、互いに理解し合うように、愛し合うように・・・きみがやってきて孤独は敗れ去った」（大島博光訳）と書いた。二人は1951年に結婚した。
1950年に『ワルシャワ・ゲットーの殉難者と闘士に捧げる詩』を発表。ドミニクとチェコスロバキア、ハンガリー、ブルガリア、ソ連を訪れ、ソ連では仏ソ協会代表としてメーデーの祭典に参加した。1951年10月にピカソとの共著『平和の顔』が刊行された。鳩と女性の顔を重ねたピカソの石版画29作のそれぞれにエリュアールが詩を書いた詩画集である。
1952年2月にジュネーヴで「状況の詩」に関する講演を行い、2月末から3月初めにかけてモスクワで行われたヴィクトル・ユーゴー生誕150年祭とニコライ・ゴーゴリ没後100年祭した。9月に狭心症の発作を起こした。11月18日、再度の発作を起こして死去、享年56歳。ペール・ラシェーズ墓地に埋葬された。

## 著書
| 書名                                                   | 原著                                                         | 年   | 備考 |
| ------------------------------------------------------ | ------------------------------------------------------------ | ---- | --- |
| 『第一詩集』                                           | Premiers poèmes                                              | 1913 | 自費出版 |
| 『義務』                                               | Le Devoir                                                    | 1916 | 応召中の17部の小詩集。初めて筆名「ポール・エリュアール」を使用。自費出版                                             |
| 『義務と不安』                                         | Le Devoir et l'Inquiétude                                    | 1917 | 厭戦叙情詩集、アンドレ・デリニエールの木版画入り。 友人ゴノンの出版社から刊行                                        |
| 『平和のための詩篇』                                   | Poèmes pour la paix                                          | 1918 | 反戦詩集（小冊子）                                                                                                   |
| 『動物たちと彼らの人間たち、人間たちと彼らの動物たち』 | Les animaux et leurs hommes, les hommes et leurs animaux     | 1920 | ダダイスム詩集 |
| 『生活必需品と夢の結果』                               | Les Nécessités de la vie et les conséquences des rêves       | 1921 | ダダイスム詩集 |
| 『不死者の不幸』                                       | Les Malheurs des immortels                                   | 1922 | 詩集、マックス・エルンスト（画）との共著                                                                             |
| 『反復』                                               | Répétitions                                                  | 1922 | 詩集、マックス・エルンスト（画）との共著                                                                             |
| 『死なずに死ぬこと』                                   | Mourir de ne pas mourir                                      | 1924 | 詩集、アンドレ・ブルトンに献呈                                                                                       |
| 『沈黙の欠如に』                                       | Au défaut du silence                                         | 1925 | 詩集、マックス・エルンストの匿名の挿画                                                                               |
| 『当世風の箴言152』                                    | 152 proverbes mis au goût du jour                            | 1925 | バンジャマン・ペレとの共著                                                                                           |
| 『苦悩の首都』                                         | Capitale de la Douleur                                       | 1926 | シュルレアリスム詩集                                                                                                 |
| 『ある人生の裏面または人間のピラミッド』               | Les Dessous d'une vie ou la Pyramide humaine                 | 1926 | 散文詩集 |
| 『知の擁護』                                           | Défense de savoir                                            | 1928 | シュルリアリスム詩集                                                                                                 |
| 『愛・詩』                                             | L'Amour la Poésie                                            | 1929 | 詩集、ガラに献呈 |
| 『工事中徐行』                                         | Ralentir travaux                                             | 1930 | 詩集、ブルトン、ルネ・シャールと共著                                                                                 |
| 『処女懐胎』（『無原罪の御宿り』）                     | L'Immaculée conception                                       | 1930 | 散文詩集、ブルトンと共著。サルバドール・ダリ表紙画。豪華版あり。                                                     |
| 『あらゆる試練に耐えて』                               | À toute épreuve                                              | 1930 | シュルリアリスム詩集、後にジョアン・ミロの挿絵入りの版も刊行                                                         |
| 『眠れ』                                               | Dors                                                         | 1931 | 詩集（小冊子） |
| 『直接の生』                                           | La Vie immédiate                                             | 1932 | 詩集 |
| 『二滴の水のように』                                   | Comme deux gouttes d'eau                                     | 1933 | シュルリアリスム詩集                                                                                                 |
| 『民衆の薔薇』                                         | La rose publique                                             | 1934 | 詩集、新フランス批評出版社から刊行                                                                                   |
| 『たやすいこと』                                       | Facile                                                       | 1935 | 詩集、マン・レイの写真                                                                                               |
| 『二人の夜々』                                         | Nuits partagées                                              | 1935 | 詩集 |
| 『手摺』                                               | La Barre d'appui                                             | 1936 | 詩集、ピカソのエッチング                                                                                             |
| 『豊かな瞳』                                           | Les Yeux fertiles                                            | 1936 | 詩集、ギィ・レヴィ・マーノによる装幀・出版                                                                           |
| 『詩に関するノート』                                   | Notes sur la poésie                                          | 1936 | 評論、ブルトンと共著。ギィ・レヴィ・マーノによる装幀・出版                                                           |
| 『自由な手』                                           | Les Mains libres                                             | 1937 | 詩画集、マン・レイと共著。ニューシュに献呈                                                                           |
| 『専心』                                               | Appliquée                                                    | 1937 | 詩画集、ヴァランティーヌ・ユーゴーと共著                                                                             |
| 『詩の明証』                                           | L'évidence poétique                                          | 1937 | 詩集、ギィ・レヴィ・マーノによる装幀・出版                                                                           |
| 『自然の流れ』                                         | Cours naturel                                                | 1938 | 詩集、「ゲルニカの勝利」所収                                                                                         |
| 『シュルレアリスム簡約辞典』                           | Dictionnaire abrégé du surréalisme                           | 1938 | 辞典、ブルトンと共著                                                                                                 |
| 『メデューサ』                                         | Médieuses                                                    | 1939 | 詩画集、ヴァランティーヌ・ユーゴーと共著                                                                             |
| 『完全な歌』                                           | Chanson                                                      | 1939 | 詩集、エルンストの石版画付きの版も。                                                                                 |
| 『見せる』                                             | Donner à voir                                                | 1939 | ガリマール出版社刊行の詩作品集                                                                                       |
| 『開かれた本I ― 1938-1940』                            | Le Livre ouvert I 1938-1940                                  | 1941 | 詩集 |
| 『下り坂』                                             | Sur les pentes inférieures                                   | 1941 | 詩集、ジャン・ポーラン序文。                                                                                         |
| 『開かれた本II ― 1939-1941』                           | Le Livre ouvert II 1939-1941                                 | 1942 | 詩集 |
| 『詩と真実』                                           | Poésie et vérité 1942                                        | 1942 | レジスタンス詩集、「自由」所収。アルジェのフォンテーヌ誌出版社から刊行                                               |
| 『無意識の詩と意図した詩』                             | Poésie involontaire et poésie intentionnelle                 | 1942 | レジスタンス詩集、ピエール・セゲルが印刷・配布                                                                       |
| 『戦時下の恋愛詩七篇』                                 | Les sept poèmes d'amour en guerre                            | 1943 | レジスタンス詩集、ジャン・デュ・オーの偽名でアルジェのフォンテーヌ誌出版社から刊行。南部自由地帯サン＝フルールで印刷 |
| 『詩人たちの名誉』                                     | L'Honneur des poètes                                         | 1943 | レジスタンス詩人22人のアンソロジー                                                                                   |
| 『生きるに値する人々』                                 | Dignes de vivre                                              | 1944 | レジスタンス詩集、ジャン・フォートリエの挿絵                                                                         |
| 『寝台・食卓』                                         | Le Lit la table                                              | 1944 | レジスタンス詩集、ジュネーヴで出版                                                                                   |
| 『苦しみの武器』                                       | Les armes de la douleur                                      | 1944 | レジスタンス詩集、南仏（トゥールーズ）の全国作家委員会・知識人センター出版                                           |
| 『ドイツ軍の集合地にて』                               | Au rendez-vous allemand                                      | 1944 | レジスタンス詩集 |
| 『パブロ・ピカソへ』                                   | À Pablo Picasso                                              | 1944 | ピカソ論、ピカソ画                                                                                                   |
| 『浮気な裁縫女たち』                                   | Lingères légères                                             | 1945 | 詩集、ピエール・セゲルスが印刷・配布                                                                                 |
| 『影の分身たち』                                       | Doubles d'ombres                                             | 1945 | 詩集、アンドレ・ボーダンの挿画                                                                                       |
| 『長い愛の反射』                                       | Une longue réflexion amoureuse                               | 1945 | 詩集 |
| 『とだえざる詩』                                       | Poésie ininterrompue                                         | 1946 | 詩集 |
| 『耐え続けることへのかたくなな願い』                   | Le Dur désir de durer                                        | 1946 | 詩集 |
| 『時は溢れる』                                         | Le Temps déborde                                             | 1947 | ヌーシュ追悼詩集、ディディエ・デロッシュの筆名で。                                                                   |
| 『記憶すべき肉体』                                     | Corps mémorable                                              | 1947 | ヌーシュ追悼詩集、ブランの筆名で。                                                                                   |
| 『眼の内側で』                                         | À l'intérieur de la vue                                      | 1947 | 詩画集、エルンストと共著                                                                                             |
| 『見る』                                               | Voir                                                         | 1948 | 詩集 |
| 『動物誌』                                             | Le bestiaire                                                 | 1948 | 詩画集、ロジェ・シャステル画                                                                                         |
| 『政治詩篇』                                           | Poémes politiques                                            | 1948 | 詩集、ルイ・アラゴン序文                                                                                             |
| 『万人のための詩』                                     | Poèmes pour tous                                             | 1948 | 詩集 |
| 『レダ』                                               | Léda                                                         | 1949 | 詩画集、テオドール・ジェリコーの挿画                                                                                 |
| 『ギリシャ、わが理知の薔薇』                           | Gréce ma rose de raison                                      | 1949 | 詩集 |
| 『道徳の教え』                                         | Une leçon de morale                                          | 1949 | 詩集 |
| 『ワルシャワ・ゲットーの殉難者と闘士に捧げる詩』       | Hommage aux martyrs et aux combattants du ghetto de Varsovie | 1950 | 詩集 |
| 『すべてを語り得ること』                               | Pouvoir tout dire                                            | 1951 | 詩集 |
| 『平和の顔』                                           | Le Visage de la paix                                         | 1951 | 詩画集、ピカソの石版画                                                                                               |
| 『わたげちゃん』                                       | Grain-d'aile                                                 | 1951 | 童話 |
| 『不死鳥』                                             | Le Phénix                                                    | 1952 | 詩画集、ヴァランティーヌ・ユーゴーの画。ドミニック・ルモールに献呈                                                   |
| 『芸術論集I』                                          | Anthologie des écrits sur l'art I                            | 1952 | 評論（邦訳『芸術論集』参照）                                                                                         |
| 『詩の大道小道』                                       | Les sentiers et les routes de la poésie                      | 1952 | 放送原稿 |
| 没後出版                                               |                                                              |      | |
| 『芸術論集II』                                         | Anthologie des écrits sur l'art II                           | 1953 | 評論（邦訳『芸術論集』参照）                                                                                         |
| 『とだえざる詩II』                                     | Poésie ininterrompue II                                      | 1953 | 詩集 |
| 『煙の目』                                             | Œil de fumée                                                 | 1953 | 詩集 |
| 『芸術論集III』                                        | Anthologie des écrits sur l'art III                          | 1954 | 評論（邦訳『芸術論集』参照）                                                                                         |
| 『若い頃の手紙、未発表の詩』                           | Lettres de jeunesse avec poèmes inédits                      | 1962 | 書簡、詩 |
| 『最後の愛の詩』                                       | Derniers poèmes d'amour                                      | 1963 | 詩集 |
| 『詩人とその影』                                       | Le poète et son ombre                                        | 1964 | 小冊子で発表された作品、限定版などを編纂                                                                             |
| 『長い愛の反射』                                       | Une longue réfléxion amoureuse                               | 1966 | 詩集 |
| 『全集』全2巻                                          | Œuvres complètes                                             | 1968 | プレイヤード叢書（ガリマール出版社）                                                                                 |
| 『ジョー・ブスケへの手紙』                             | Lettres à Joë Bousquet                                       | 1973 | 書簡、フランス合同出版（アラゴンが創設した共産党の出版局）                                                           |
| 『ガラへの手紙』                                       | Lettres à Gala (1924-1948)                                   | 1984 | 書簡 |
| 『ポール・エリュアール＝ジャン・ポーラン往復書簡』     | Paul Éluard & Jean Paulhan, Correspondance 1919-1944         | 2003 | 書簡、クレール・ポーラン出版社（ジャン・ポーランの孫娘が創設した出版社）                                             |

## 邦訳
| 書名                                                                            | 訳者、共著者等                                                       | 出版社・刊行年                                              |
| ------------------------------------------------------------------------------- | -------------------------------------------------------------------- | ----------------------------------------------------------- |
| 『Les petites justes』                                                          | 北園克衛訳                                                           | ラベ書店、1933年                                            |
| 『童貞女受胎』（書誌情報・目次）                                                | アンドレ・ブルトン共著、山中散生訳                                   | ボン書店、1936年                                            |
| 『思考の表裏』                                                                  | アンドレ・ブルトン共著、堀口大學訳                                   | 臼井書房、1968年; 昭森社、1974年; 閏月社、2011年            |
| 『苦しみの武器 ― エリュアール詩集』（書誌情報・目次）                           | 世界抵抗詩選刊行会                                                   | 大月書店（世界抵抗詩選2）、1951年                           |
| 『エリュアール詩集』（書誌情報・目次）                                          | ルイ・パロオ編、加藤周一訳                                           | 創元社（世界現代詩叢書5）1952年                             |
| 『状況の詩 ― 詩と詩論』（書誌情報・目次）                                       | 江原順、木島始共訳                                                   | 未來社、1954年                                              |
| 『万人のための詩』（書誌情報・目次）                                            | 安東次男訳                                                           | 青木書店、1954年                                            |
| 『芸術論集』第1巻（眼のみえる兄弟たち）（書誌情報・目次）                       | 江原順、康敏星共訳                                                   | 未來社、1955年                                              |
| 『芸術論集』第2巻（光と倫理）（書誌情報・目次）                                 | 江原順、康敏星共訳                                                   | 未來社、1958年                                              |
| 『現代フランス詩人集』                                                          | 大岡信訳の詩13編所収                                                 | ユリイカ、1955年                                            |
| 『記憶すべき肉体 ― 詩集』（書誌情報・目次）                                     | 根岸良一訳                                                           | 国文社（ピポー叢書）、1955年                                |
| 『ピカソ』（書誌情報・目次）                                                    | パブロ・ピカソ画、木島始訳                                           | 筑摩書房、1955年                                            |
| 『現代世界詩選』 (『三笠版 現代世界文学全集』第27巻)                            | 大島博光訳の詩11編所収                                               | 三笠書房、1955年                                            |
| 『寝台テーブル ― 詩集』（書誌情報・目次）                                       | 根岸良一訳                                                           | 国文社（ピポー叢書）、1956年                                |
| 『エリュアール詩選』（書誌情報・目次）                                          | 大島博光訳                                                           | 緑書房、1956年                                              |
| 『シュルレアリスム辞典』                                                        | アンドレ・ブルトン共編                                               | ユリイカ、1958年                                            |
| 『エリュアール詩集』（書誌情報・目次）                                          | 嶋岡晨訳編                                                           | 飯塚書店（世界現代詩集10）、1964年                          |
| 『処女懐胎』（書誌情報・目次）                                                  | アンドレ・ブルトン共著、服部伸六訳                                   | 思潮社、1963年、1971年、1994年                              |
| 『エリュアール詩集』                                                            | 山崎栄治訳                                                           | 弥生書房（世界の詩59）、1968年、1979年、岡鹿之助装画 1991年 |
| 『愛 ― ポール・エリュアール後期恋愛詩集』                                       | 高村智訳                                                             | 勁草書房、1969年、新装版 1985年                             |
| 『エリュアール詩集 ― Choix de poems 1917-1952』（書誌情報・目次）               | 安東次男訳                                                           | 思潮社、1969年                                              |
| 『世界名詩集20』                                                                | 安東次男訳「愛すなわち詩」所収                                       | 平凡社、1969年                                              |
| 『シュルレアリスム簡約辞典』                                                    | アンドレ・ブルトン共編、江原順編訳                                   | 現代思潮社、1971年                                          |
| 『自由 ― 第二次大戦期詩集』全2巻                                                | 高村智編訳                                                           | 北洋社、1972年                                              |
| 『エリュアール選集1』（書誌情報・目次） 『エリュアール選集2』（書誌情報・目次） | 嶋岡晨訳                                                             | 飯塚書店、1972年                                            |
| 『シュルレアリスムの発展』                                                      | ハーバート・リード編、小海永二訳「詩の明証」所収。                   | 国文社（セリ・シュルレアリスム4）、1972年                   |
| 『エリュアール詩集』                                                            | 佐藤巌訳                                                             | 旺文社文庫、1975年                                          |
| 『世界文学全集78』                                                              | 佐藤巌訳「詩集」所収                                                 | 講談社、1975年                                              |
| 『(ポール・エリュアールとマックス・エルンストによってあばかれた) 神々の不幸』   | 高村智訳                                                             | ペヨトル工房、1982年                                        |
| 『わたげちゃん』                                                                | ジャクリーヌ・デュエム絵、薩摩忠訳                                   | 至光社、1982年                                              |
| 『エリュアール詩集』                                                            | 薩摩忠訳                                                             | ほるぷ出版、1983年                                          |
| 『ポール・エリュアール詩集』                                                    | 高村智編訳                                                           | 土曜美術社出版販売 / 世界現代詩文庫4、1983年                |
| 『ゆたかな瞳 ― 後期シュルレアリスム詩集』                                       | 高村智編訳                                                           | 勁草書房、1986年                                            |
| 『とだえざる詩』                                                                | 高村智訳                                                             | 鳳書房、1987年                                              |
| 『エリュアール詩集』                                                            | 宇佐美斉編訳                                                         | 小沢書店 / 双書 20世紀の詩人12、1994年                      |
| 『Liberté 自由 ― 愛と平和を謳う』                                               | クロード ゴワラン絵、こやま峰子訳                                    | 朔北社、2001年                                              |
| 『恋愛 L'amour』                                                                | アンドレ・ブルトン共著、寺村摩耶子訳、宇野亜喜良画（＋CD、須山真怜） | エクリ、2006年                                              |
| 『grain-d'aile ― グランデール』                                                 | オードリー・フォンドゥカヴ絵、須山実訳                               | エクリ、2009年                                              |
| 『無伴奏混声合唱のためのポール・エリュアールの三つの詩』                        | (楽譜) 信長貴富作曲、安東次男、木島始共訳                            | カワイ出版、2016年                                          |

## 参考資料
- 大島博光『エリュアール』新日本新書、1988年。
- 大島博光『レジスタンスと詩人たち』白石書店、1981年。
- 佐藤巌『ポール・エリュアール』思潮社、1987年。
- 嶋岡晨『愛・詩・エリュアール』飯塚書店、1988年。
- 大島博光「エリュアール・ノート (13)『道徳の教え』・ギリシャ・平和の顔」『民主文学』1988年8月号。
- Luc Decaunes, Paul Éluard : l'amour, la révolte, le rêve, Balland, 1982.
- Nicole Racine, ÉLUARD Paul (GRINDEL Eugène, Émile, Paul dit) Pseudonymes : Didier Desroches, Brun, Jean du Haut, Maurice Hervent - Maitron.
- Eugène Grindel, dit Paul Éluard - Éditions Larousse - Encyclopédie Larousse en ligne.